# Bagni San Filippo
Bagni San Filippo ist ein Ortsteil (Fraktion, italienisch frazione) von Castiglione d’Orcia in der Provinz Siena, Region Toskana in Italien. Namensgebend für den Ort sind die Therme (Bagni, dt. Bäder) und der hl. Philipp Benizi.

## Geografie
Der Ortsteil liegt ca. 9 km südöstlich des Hauptortes Castiglione d’Orcia, ca. 53 km südöstlich der Provinzhauptstadt Siena, ca. 100 km südöstlich der Regionalhauptstadt Florenz und ca. 190 km nordwestlich der italienischen Hauptstadt Rom im Orciatal und am Fluss Orcia bei 524 Höhenmetern und hatte 2001 ca. 70 Einwohner. 2017 waren es 91 Einwohner. In unmittelbarer Nähe verläuft die Via Francigena (östlich gelegen), hier Streckengleich mit der Via Cassia, sowie die Torrenti Formone (östlich unterhalb im Tal gelegen) und Rondinaia (fließt in Ortsnähe, aus Abbadia San Salvatore kommend, insgesamt 6 km.) Nächstgelegene Orte sind Campiglia d’Orcia, ca. 5 km nordwestlich gelegen, und Vivo d’Orcia, ca. 5 km westlich, beide Ortsteile von Castiglione d’Orcia. Im Südwesten grenzt der Ort an Abbadia San Salvatore, ca. 9 km entfernt.

## Geschichte

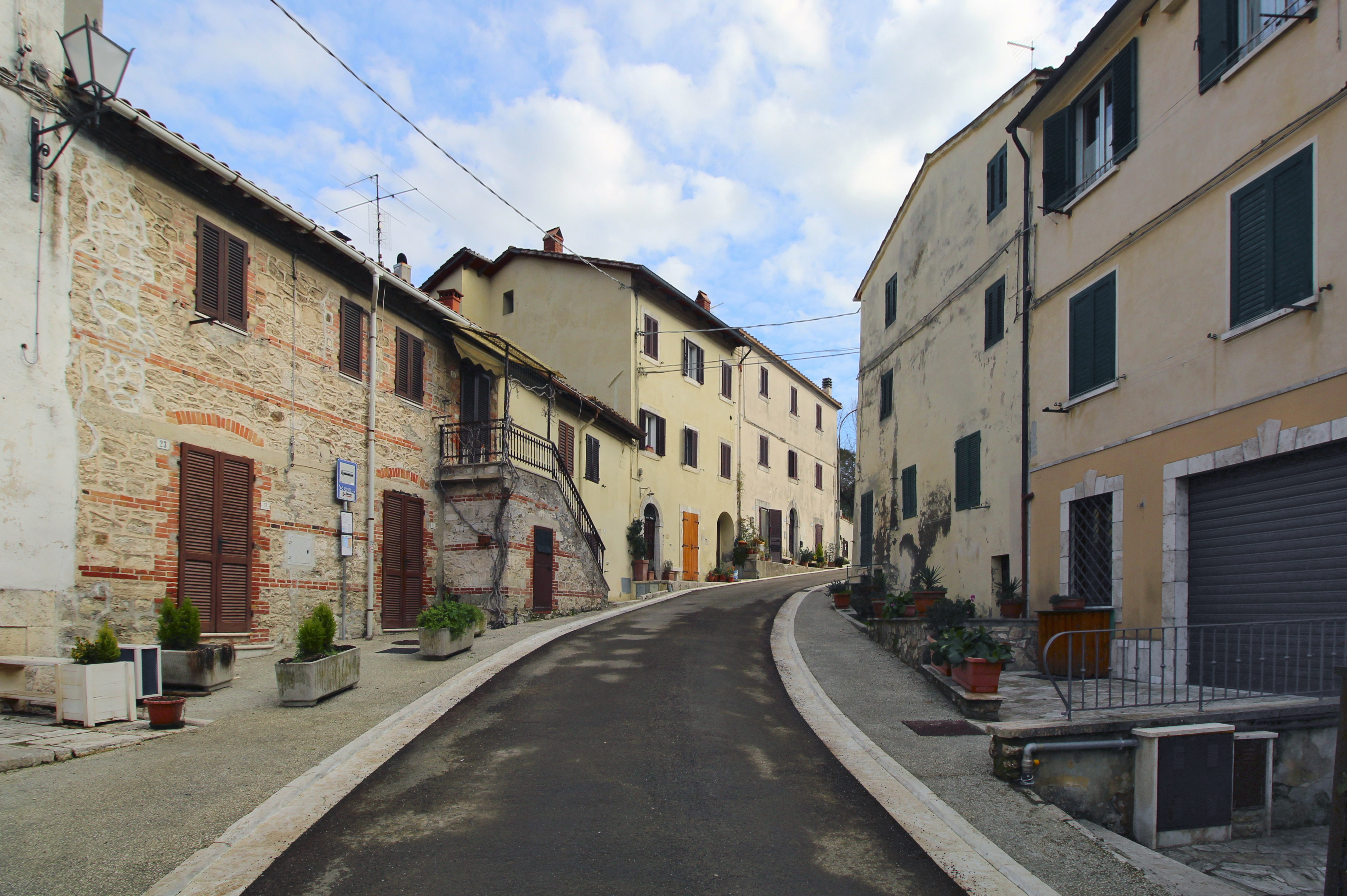
Der Ortskern von Bagni San Filippo

Erstmals erwähnt wurde der Ort von Ratchis, König der Langobarden und Gründer des Klosters San Salvatore di Monte Amiata, in der Mitte des achten Jahrhunderts als Corte (Hof). Eine frühere Präsenz der Etrusker im Ort gilt als wahrscheinlich, die Präsenz der Römer als gesichert. Schriftliche Quellen erwähnen die Pieve di San Filippo Apostolo in dem Jahr 859, weitere Erwähnungen erfolgen 1014 und 1067. Der Ort entstand um die Pieve, die zu der Zeit dem Kloster San Salvatore di Monte Amiata zugeteilt war. Danach gelang der Ort unter die Herrschaft von Orvieto, dann im 13. Jahrhundert an die Grafen (Visconti) aus Campiglia d’Orcia. Danach übernahm die Republik Siena, deren Papst Pius II. 1462 den Ort besuchte. Lorenzo il Magnifico war 1485 zu Gast, als das Gebiet noch zu Siena gehörte. Der seneser Herrscher Pandolfo Petrucci war im Jahr 1500 zur Behandlung im Ort. Nach der Niederlage von Siena im 16. Jahrhundert stieß der Ort zum Großherzogtum Toskana. Hier sind Aufenthalte von Cosimo I. de’ Medici aus dem Jahr 1566 und von Ferdinando II. de’ Medici aus dem Jahr 1635 dokumentiert. Literarisch wird der Ort in der Komödie Mandragola von Niccolò Machiavelli aus dem Jahr 1518 erwähnt. Die Thermalanlagen entstanden 1816. Zunächst wurde der Ort der Gemeinde Abbadia San Salvatore zugeteilt und wurde 1867 Ortsteil von Castiglione d’Orcia.

## Sehenswürdigkeiten

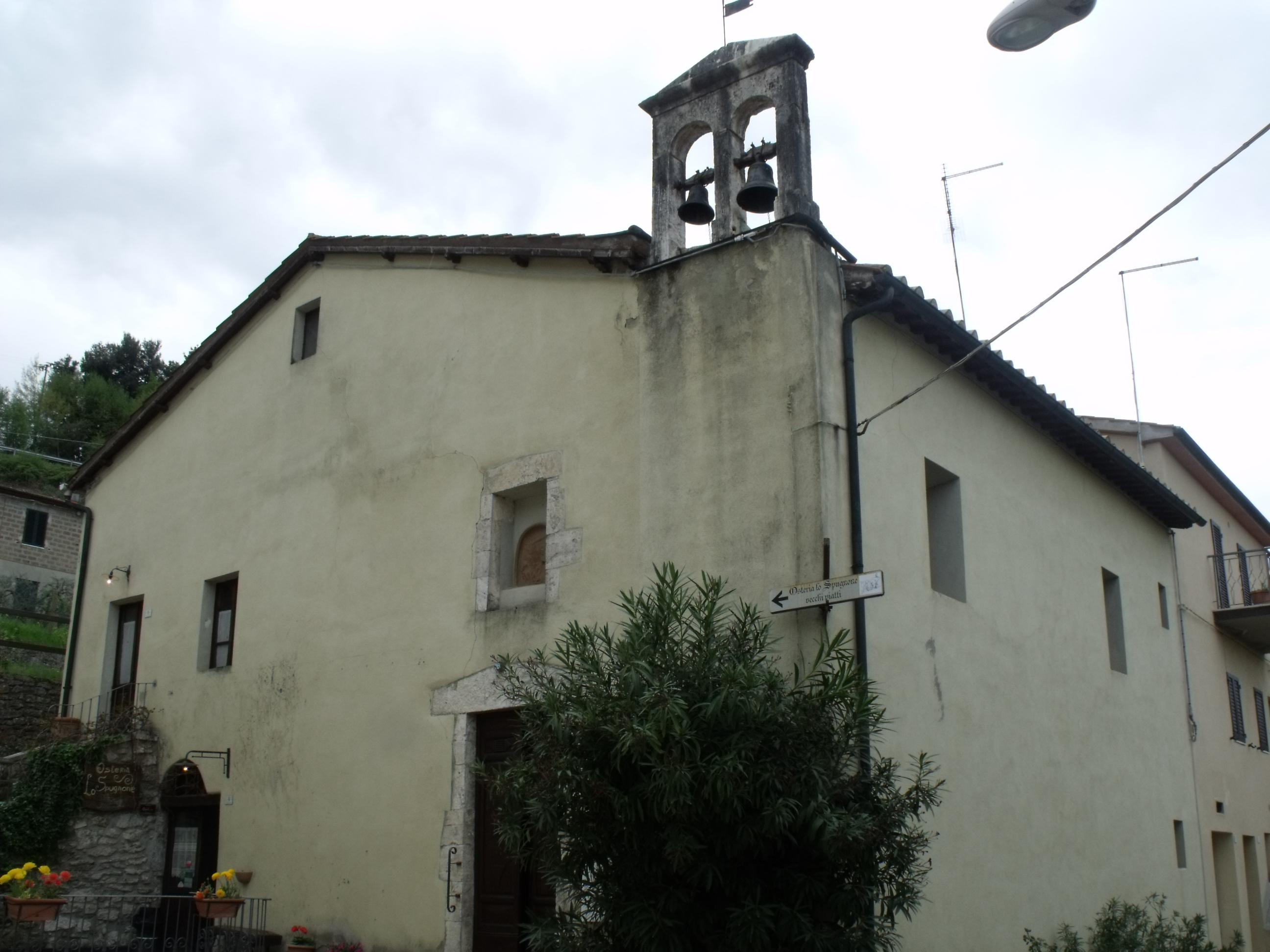
Die Kirche Chiesa di San Filippo

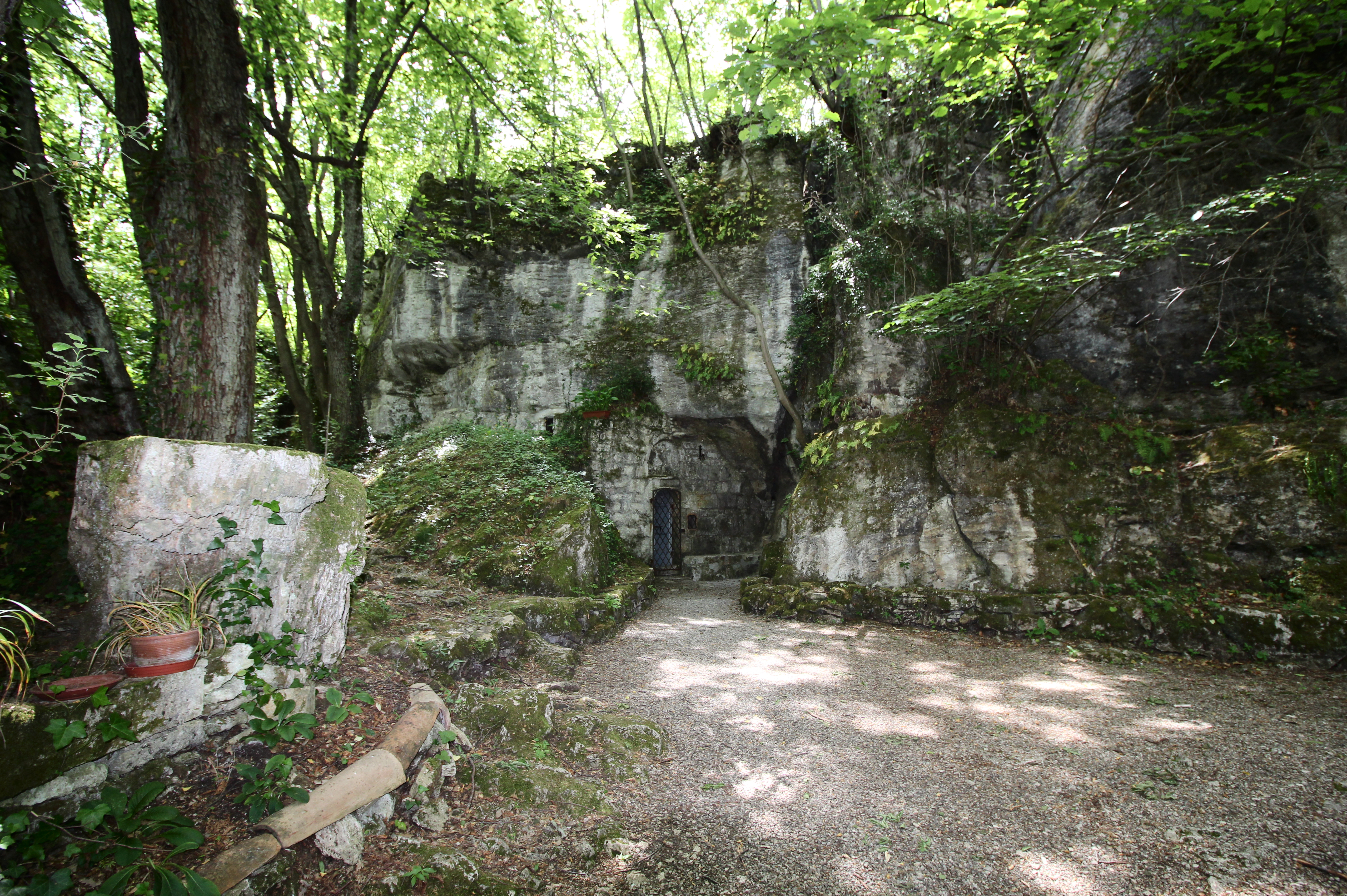
Die Grotta di San Filippo

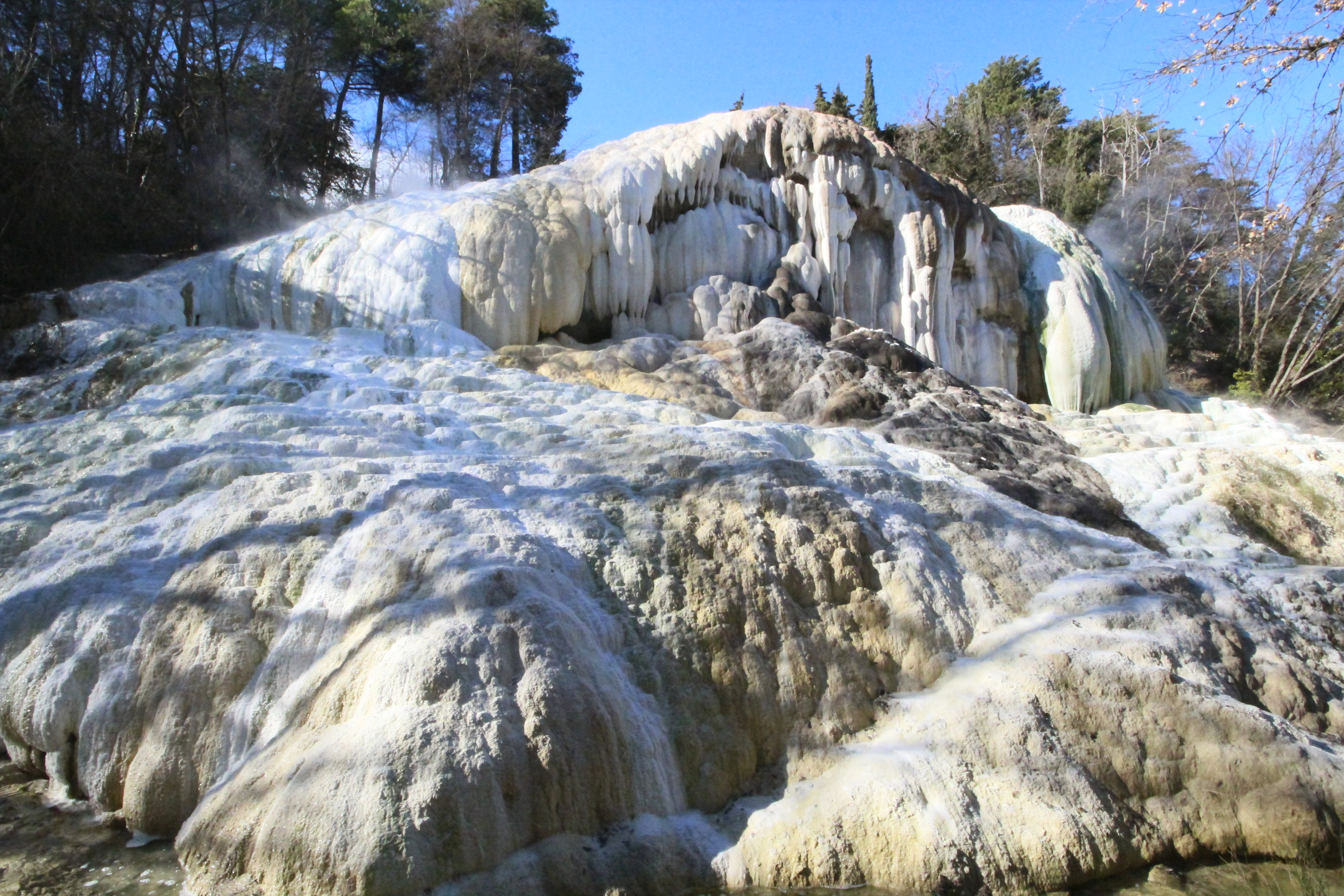
Der Balena am Fosso Bianco

- Chiesa di San Filippo Benizi, Kirche, enthält eine Stuckstatue des Heiligen auf dem Hauptaltar und die Büsten San Filippo Benizi und San Filippo Neri aus dem 18. Jahrhundert.[8]
- Fosso Bianco (Weißer Bach), 2 km[9] langer Abflussbach der Thermalwasser mit dem Balena (Weißwal), einem weißen Travertinfelsen. Mündet in den Formone.
- Grotta di San Filippo Benizi, Grotte aus Travertin, in der sich Filippo Benizi 1268 zurückzog, um der Papstwahl in der Konklave von Viterbo zu entgehen, nachdem er selbst als Kandidat gehandelt wurde.[6][10]
- Sorgente del Fosso Bianco, auch Poggetto genannt, Thermalquelle oberhalb des Ortes. Das Wasser entspringt hier mit 48 °C.[6]
- Sorgente dell’Acqua Santa, auch Passante genannt, Thermalquelle innerhalb des Orts. Die Wassertemperatur liegt bei 23 °C, das Wasser selbst hat eine hohe Alkalinität.[6]